# San Joaquín (Azuay)

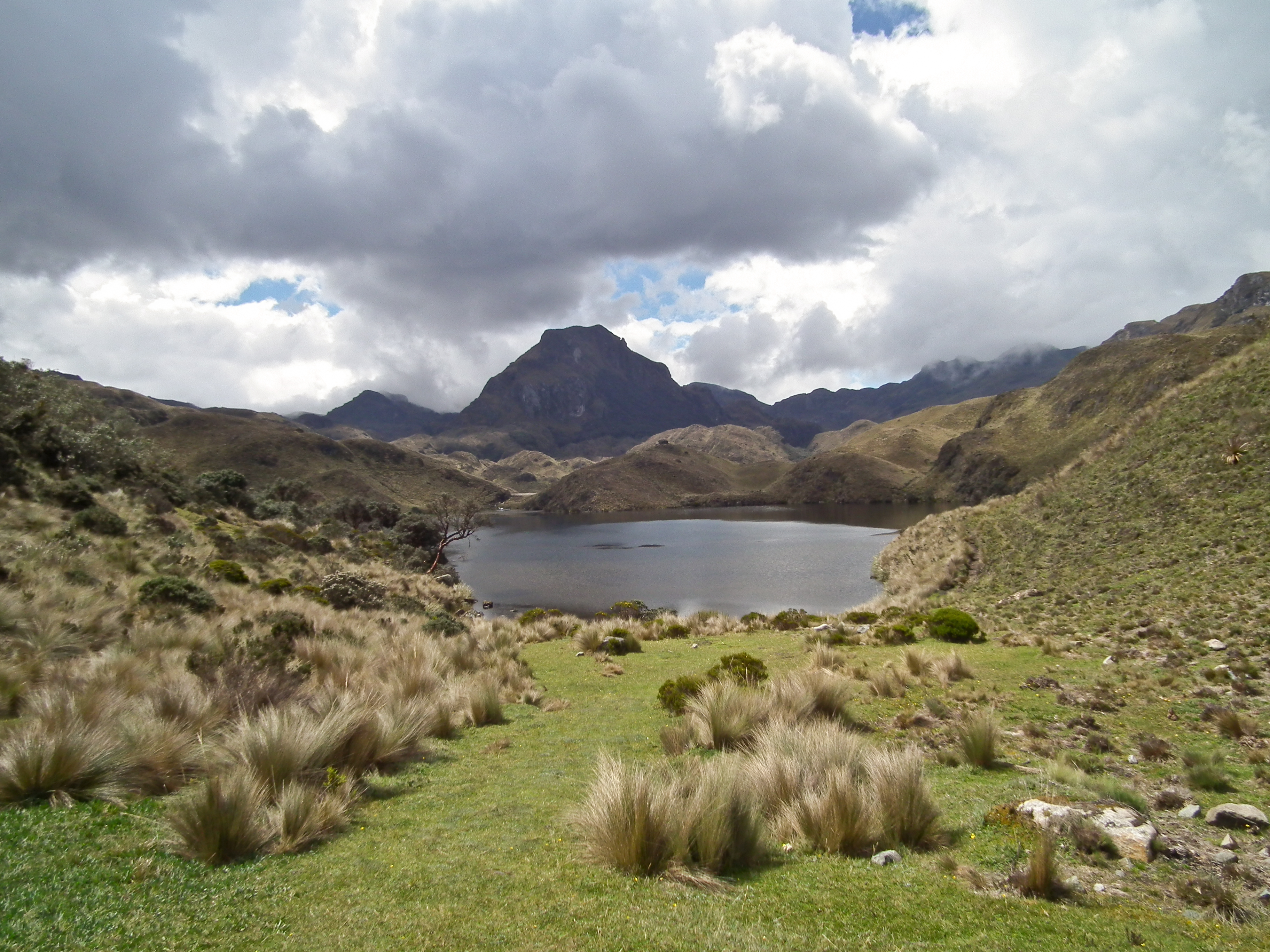
Typische Páramo-Landschaft im Nationalpark Cajas

San Joaquín ist ein westlicher Vorort der Provinzhauptstadt Cuenca sowie eine Parroquia rural („ländliches Kirchspiel“) im Kanton Cuenca der ecuadorianischen Provinz Azuay. Die Parroquia besitzt eine Fläche von 189,2 km². Die Einwohnerzahl betrug im Jahr 2010 7455. Die Parroquia wurde am 7. Februar 1945 gegründet.

## Lage
Die Parroquia San Joaquín liegt westzentral im Kanton Cuenca. Das Areal liegt an der Ostflanke der Cordillera Occidental. Entlang der westlichen Verwaltungsgrenze verläuft die kontinentale Wasserscheide. Die Parroquia wird im Süden vom Río Yanuncay sowie im Norden von den Flüssen Río Mazán und Río Tomebamba begrenzt. Im Westen erreicht das Gebiet im Yanaurco eine Höhe von 4096 m. Im Bergland dominiert der Páramo. Das Verwaltungszentrum San Joaquín liegt 5 km westlich vom Stadtzentrum von Cuenca auf einer Höhe von etwa 2630 m.
Die Parroquia San Joaquín grenzt im Nordosten an die Parroquias urbanas El Batán und Yanuncay, im Süden an die Parroquia Baños, im Westen an die Parroquia Chaucha, im äußersten Nordwesten an die Parroquia Molleturo sowie im Norden an die Parroquia Sayausí.

## Orte und Siedlungen
In der Parroquia befinden sich u. a. folgende Comunidades: San José, Balcón del Azuay, La Inmaculada, Chuchuguzo, Sústag und Soldados.

## Ökologie
Im Westen der Parroquia liegt der Nationalpark Cajas.